# 美國佬 (小說)
《美國佬》 是奈及利亞作家奇瑪曼達•恩格茲•阿迪契於2013 年創作的小說，也是她的出版的第三部小說。她憑藉該小說獲得了 2013 年美國國家書評人協會獎。 《美國佬》 講述了一位年輕的奈及利亞女性伊菲美廬在奈及利亞與移民到美國的故事，同時以她與高中同學歐澤賓的愛情故事線展開。

## 情節
故事以女主角伊菲美廬為中心視角，分別以她從小在奈及利亞的生活為敘事線，輔以她身在美國十三年後的敘事線雙雙展開。兩條敘事線當中都以伊菲美廬的愛情作為故事發展的基底，文中探討種族以及身份問題尤為深切，美國敘事線以非洲黑人、美洲黑人、白人三種人種之間衍生出的問題作為主要探討，奈及利亞敘事線主要以奈及利亞的風俗、政治、人文歷史作為探討焦點，最後兩條敘事線匯聚在一起，敘述她居美多年後返鄉的故事。